# 埃斯特雷馬杜拉旗幟
埃斯特雷馬杜拉旗幟是西班牙埃斯特雷馬杜拉自治區的旗幟。這面旗幟由三個平行條紋組成，自上而下分別是綠色、白色、黑色。旗幟偏左側有埃斯特雷馬杜拉的紋章。